# アブデュラリ・ベイ・アミルジャノフ
アブデュラリ・ベイ・アミルジャノフ・シラリ・ベイ・オグル（アゼルバイジャン語: Əbdüləli bəy Əmircanov Şirəli bəy oğlu、1870年 - 1948年）は、アゼルバイジャン民主共和国の政治家。財務大臣や国家監督官を務め、国民議会議員でもあった。

## 生涯
ロシア帝国エリザヴェトポリ県シャキに生まれた。チフリスのアレクサンドロフ教育大学を1888年に卒業した後は、シャキ、ランカラン、バクーなどで教師や会計士として働いた。教育団体「ナシュリ＝マーリフ」(az) のメンバーでもあり、バクーではムスリムによる慈善団体の要職にあった。1918年の三月事件の際には、ボリシェヴィキとダシュナク党による虐殺からバクーのムスリムを保護しようと試みた。
同年5月にアゼルバイジャン民主共和国が独立してからは、第2代内閣 (en) において、6月から10月までの国家財政が最も不安定であった時期に財務大臣を務めた。10月から12月までは国家統制官も務めている。国民議会には無所属で選出され、金融・財政・国勢調査委員会のメンバーを務めた。また、アゼルバイジャンの対外貿易を強化するため、1919年半ばには「ダヤナト」社の共同創始者となっている。これらの職務においてアミルジャノフは、税制改革や銀行・食品業界の再編、統一通貨の導入などに役割を果たした。
1920年4月に赤軍がアゼルバイジャンへ侵攻すると、アミルジャノフはトルコへ逃れ、アゼルバイジャン民族センターに務めた後に1948年にイスタンブールで死去した。